# Dobri do

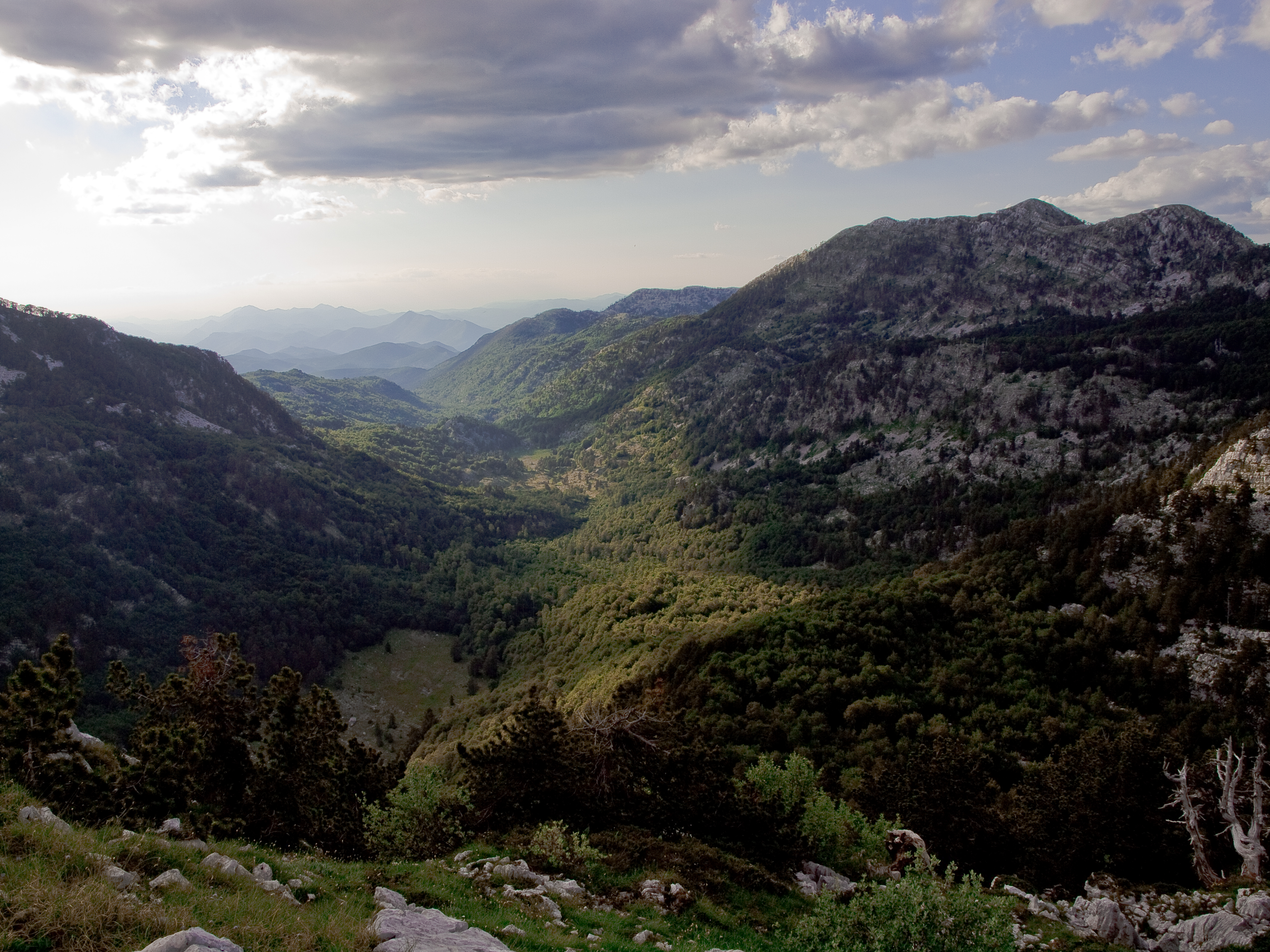
Das Dobri do ist das größte Trogtal im mediterranen Raum

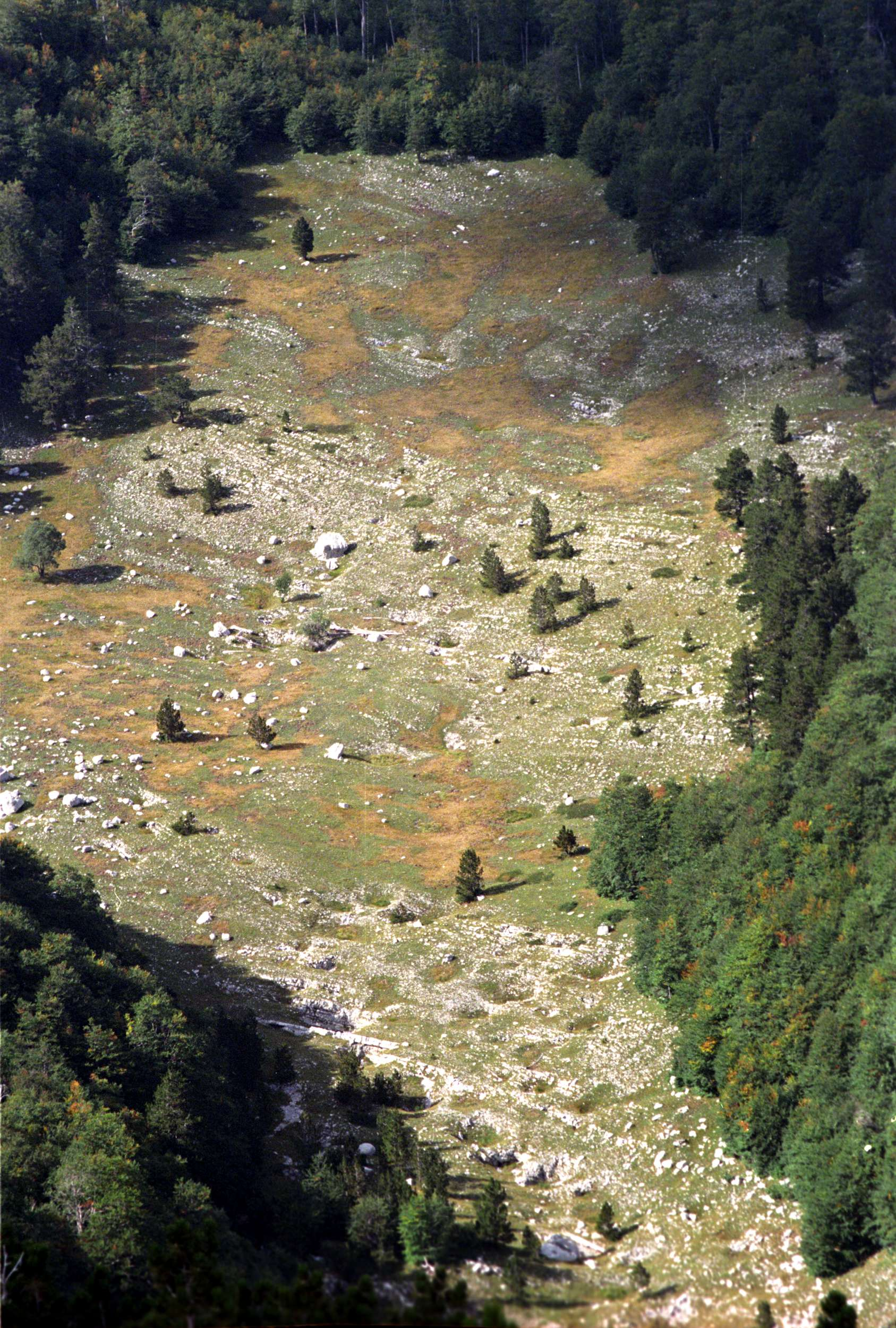
Die Depression der Pirina poljana bildet den innersten Winkel im Trog

Das Dobri do ist ein Trogtal im Orjen, einem sub-Adriatischen Hochgebirge der südöstlichen Dinariden in der Herzegowina. Mit 9 km länge gehört es zu den längsten und mit 300 m zu den tiefsten Trogtälern im Mittelmeerraum.

## Lage, Relief und Geomorphologie
Das Dobri do ist das größte Trogtal im Orjen. Es liegt nordwestlich des Zubački kabaos, des Hauptgipfels des Orjens. Der Trog wird von den beiden höchsten Kämmen im Orjen der Jastrebica und der Bugajna greda (hierzu auch der Štirovnik) gebildet. Die in nordwestlicher Richtung verlaufende, etwa 10 km lange Talung erhebt sich zwischen 900 und 1400 m. Im innersten Winkel liegt die Dobri do genannte Depression, nach der das gesamte Tal seine Namen bekommen hat. Diese Senke stellt eine Karstform, die glazial überformt wurde. 2 km nordwestlich des Dobri do liegt die Pirina poljana Senke, auch diese ist eine Doline die eiszeitlich überformt wurde. Der Südhang der Jastrebica überragt die Pirina poljana, in der in Schneereichen Wintern wie 2010 Lawinenabgänge beobachtet wurden. Der Lawinenwinter 2010 war durch die Extremniederschläge im Orjen 2010 entstanden. Das klimatologische Observatorium in Crkvice hat 2010 mit 9105 mm die höchste Niederschlagsmenge die bis dahin in Europa in einem Jahr gemessen wurde, verzeichnet.
Seinen Abschluss findet das Tal in den Endmoränen der Šljeme, die das Zungenbecken von Ubli umschließen. Die Höhe der Endmoränen beträgt beim nördlichen Wall bei 1120 m, beim südlichen Wall 1300 m. Da das Zungenbecken von Ubli auf 990–1050 m liegt, überragen die oberen Kanten der Endmoränen Ubli um 130 bis fast 300 m. Sie sind damit die höchsten bekannten Moränenablagerungen der Eiszeiten im mediterranen Raum. Hinter Ubli verengt sich das Zungenbecken zum eigentliche Trogtal des Dobri do, das in seinem Endpunkt in einem kleineren Zungenbecken unterhalb der höchsten Gipfel des Orjen Pirina poljana genannt wird. Auf der Südwestseite wird es von einer 1200–1300 m hohen Hochfläche begrenzt. Über diesem sind zehn Kare des Stirovnikkamms gebildet. Sie erstrecken sich bis zur Buganja greda (1835 m. i. J.). Das Zungenbecken der Pirina poljana wird gegen das Dobri do mit einem Moränenwall begrenzt. Südlich der Pirina poljana liegen vier Kare, unterhalb des Vučji zub, ein Doppelkar an der Prasa (1707 m. i. J.) sowie das große Kar der Buganja greda. Auf der nördlichen Seite liegen die stark unterschnittenen Hänge der Velika Jastrebica, auf der sich teils Lawinenbahnen finden. Lawinenabgänge bis in den Boden der Pirina poljana können in schneereichen Jahren vorkommen.
Das Tal wird durch absolute Wasserlosigkeit gekennzeichnet. Die einzigen bekannten Quellen liegen auf der Hochfläche unterhalb des Stirovnikkamms (Studenci). Eine Beweidung erfolgte früher insbesondere im Auftrieb von Ochsen, die zum Teil noch über Vrbanj praktiziert wird.
Nördlich der Endmoränen des Šljeme liegen zahlreiche fluvioglaziale Ablagerungen die im Schuttkegel von Dubrava im Polje von Grab beträchtliche Ausmaße besitzen. Diese Ablagerungen wurden durch Schmelzen des Eises und den dadurch bedingten Schutttransport von Kalkgeschieben gebildet.

## Vegetation
Das Tal hat trotz des trockenen Kalkuntergrundes und seiner Lage am Mittelmeer mit stark saisonalen Jahreszeiten durch Höhenlage und hoher Niederschlagssummen eine teils mitteleuropäische Vegetation, die insbesondere in den montanen Höhenzonen offensichtlich ist. Die unteren trockenen und südexponierten Partien im Zungenbecken von Ubli werden von Kiefer-Trockenwäldern der Schwarz-Kiefer (Pinus nigra) aufgebaut. Darüber folgen wärmeliebende Buchenwälder mit dem Herbst-Blaugras (Sesleria autumnalis). Mesophytische dinarische Buchen-Urwälder wachsen um das Zungenbecken der eigentlichen Pirina poljana. Oberhalb 1450 m dominieren parkartige Offenwälder der Schlangenhaut-Kiefer (Pinus heldreichii). Innerhalb dieser oro-Mediterranen Trockenkieferwälder treten schon zahlreiche Arten der dinarischen Hochgebirgsvegetation hinzu. Oberhalb 1700 m wird diese dominant und ist durch den Verband Oxytropidion dinaricae vertreten. Unter den seltenen Arten sind insbesondere die Orjen-Schwertlilie sowie die endemischen Vertreter der Büschelglocken zu erwähnen. Besonders reich an Arten und Endemiten ist die Felsvegetation in der unter anderen Felsen-Moltkie Moltkia petraea, Neumayer-Krugfrucht (Amphoricarpos neumaxerii) sowie insbesondere Lamiaceen der Gattungen Clinopodium (Clinopodium thymifolium), Satureja (Satureja horvatii) und Thymus (Thymus striatus) auffallen.

## Forschungsgeschichte
Die Quartären Glazialablagerungen im Orjen wurden erstmals 1899 durch Albrecht Penck und William Morris Davis anlässlich einer Exkursion der Wiener Geographen in die Karstregionen der Herzegowina und Dalmatiens entdeckt. Die ausgesprochen großen Dimensionen dieser Moränen galten als geowissenschaftliche „Sensation“, da sie auch den ersten Nachweis einer größeren pleistozänen Vergletscherung eines dinarischen Gebirges bildeten. Recht bald nach diesen Penckschen Notizen begannen die Geographen Alfred Grund und Ludomir Sawicki vor Beginn des Ersten Weltkrieges mit der kartographischen Bearbeitung der Glazialspuren im Orjen. Nach dem Zweiten Weltkrieg untersuchte der deutsche Hochgebirgs-Geograph Carl Rathjens die quartären Ablagerungsspuren in den Poljen und Karstebenen auf der Westseite des Orjens. Zum Teil auf diesen Arbeiten fußten die Doktorarbeiten der jugoslawischen Geographen und Geologen Josip Riđanović und Miroslav Marković. Stratigrafische Analysemethoden zur absoluten Datierungen der Endmoränen im Orjen wurden 2010 durch Philp Hughes sowie in den Jahren danach durch Kathryn Adamson veröffentlicht. Demnach ist die maximale Vergletscherung im Mittleren Pleistozän um ca. 350.000 J.v.H. erfolgt. Insgesamt wurden vier Vereisungszyklen festgestellt, von denen der letzte im Jüngeren Dryas erfolgte.